# Ouranopithecus macedoniensis
 Ouranopithecus macedoniensis  ist eine ausgestorbene Art der Primaten aus der Gattung Ouranopithecus, die während des späten Miozäns in Zentralmakedonien (Griechenland) vorkam. Das Alter etlicher der ihr zugeschriebenen Fossilien wurde anhand von magnetostratigraphischen Messungen und biostratigraphischen Analysen in die European Land Mammal Mega-Zone MN10 vor rund 10 bis 9 Millionen Jahren datiert. Die genaue Einordnung der Art in den Stammbaum der Menschenaffen ist ungeklärt. Wiederholt wurde jedoch erörtert, dass Ouranopithecus macedoniensis aufgrund von Merkmalen der Zähne als möglicher Vorfahre der Australopithecinen in Erwägung zu ziehen sei.
Ein naher Verwandter ist Anadoluvius turkae, dessen Fossilien in Zentralanatolien (Türkei), am nordöstlichen Rand des Çankırı-Beckens, entdeckt wurden. Ein jüngerer Verwandter aus dem Süden Griechenlands ist Graecopithecus freybergi.

## Namensgebung
Die Bezeichnung der Gattung Ouranopithecus ist abgeleitet von altgriechisch Οὐρανός Ouranos, deutsch ‚Himmel‘ und πίθηκος píthēkos, deutsch ‚Affe‘. Das Epitheton macedoniensis verweist auf den Fundort in Zentralmakedonien. Ouranopithecus macedoniensis bedeutet folglich sinngemäß „Himmelsaffe aus Makedonien“. Laut Anmerkung 6 der Erstbeschreibung wurde die Bezeichnung der Gattung jedoch abgeleitet « du grec ‚ouranos‘ = pluie », also von ‚Regen‘, was Bezug nimmt auf die Fundstelle des ersten Fossils, die von den französischen Ausgräbern Ravin de la Pluie ‚Regenschlucht‘ benannt wurde. Diesem Hinweis zufolge hätte die Gattung folglich offenbar als „Regenaffe“ bezeichnet werden sollen.
In der Erstbeschreibung von Ouranopithecus macedoniensis im Jahr 1975 hatten die Autoren erwähnt, dass ein Vergleich des jugendlichen Unterkiefers mit dem 1944 entdeckten und von Gustav Heinrich Ralph von Koenigswald im Jahr 1972 als Graecopithecus freybergi bezeichneten, relativ schlecht erhaltenen Unterkiefer vom Fundort Pyrgos Vassilissis Amalia in der Nähe von Athen nicht möglich gewesen sei. Sollte dieses Fossil den als Ouranopithecus macedoniensis bezeichneten Funden zuzuordnen sein, wie einige Autoren unterstellt haben, hätte die ältere Bezeichnung Graecopithecus freybergi Priorität für die Namensgebung gehabt.
Tatsächlich wurden die Fossilien beider Fundstätten (Pyrgos Vassilissis Amalia in der Nähe von Athen und Ravin de la pluie in Zentralmakedonien) zeitweise der gleichen Art zugeordnet, so dass die ältere Bezeichnung Graecopithecus freybergi gemäß den internationalen Regeln für die zoologische Nomenklatur Vorrang vor Ouranopithecus macedoniensis bekam. Im Jahr 2017 erfolgte jedoch eine Neudatierung der Funde aus der Nähe von Athen, deren Alter nunmehr auf nur 7,175 Millionen Jahre bestimmt wurde. Daraufhin erhielten Studien aus den Jahren 1997 und 2005 neues Gewicht, in denen insbesondere betont worden war, dass es zusätzlich zur räumlichen Distanz hinreichend viele voneinander abweichende morphologische Merkmale gebe, so dass die Fossilien beider Fundstätten unterschiedlichen Arten zuzuordnen seien. Allerdings war 1997 zugleich vorgeschlagen worden, die südgriechischen Fossilien (Graecopithecus freybergi) und die nordgriechischen (Ouranopithecus macedoniensis) der gleichen Gattung zuzuschreiben, was gemäß den Regeln für die Zoologische Nomenklatur zur Umbenennung der nordgriechischen Funde in „Graecopithecus macedoniensis“ führen würde; dieser Vorschlag hat sich jedoch nicht durchgesetzt.

## Erstbeschreibung

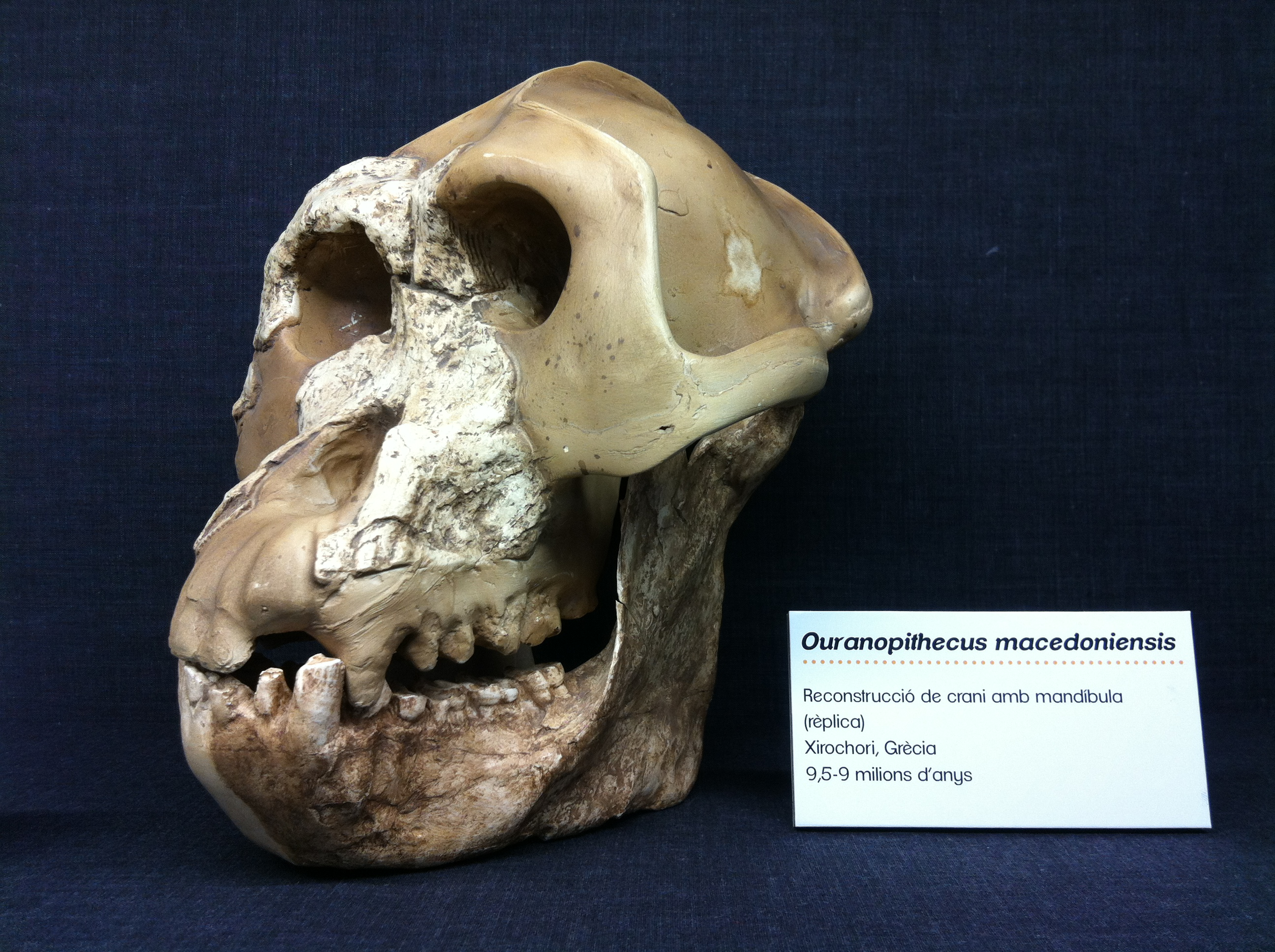
Schädelrekonstruktion eines Ouranopithecus macedoniensis anhand des Gesichtsschädels von der Fundstelle „Xirochori 1“ (Replikat)

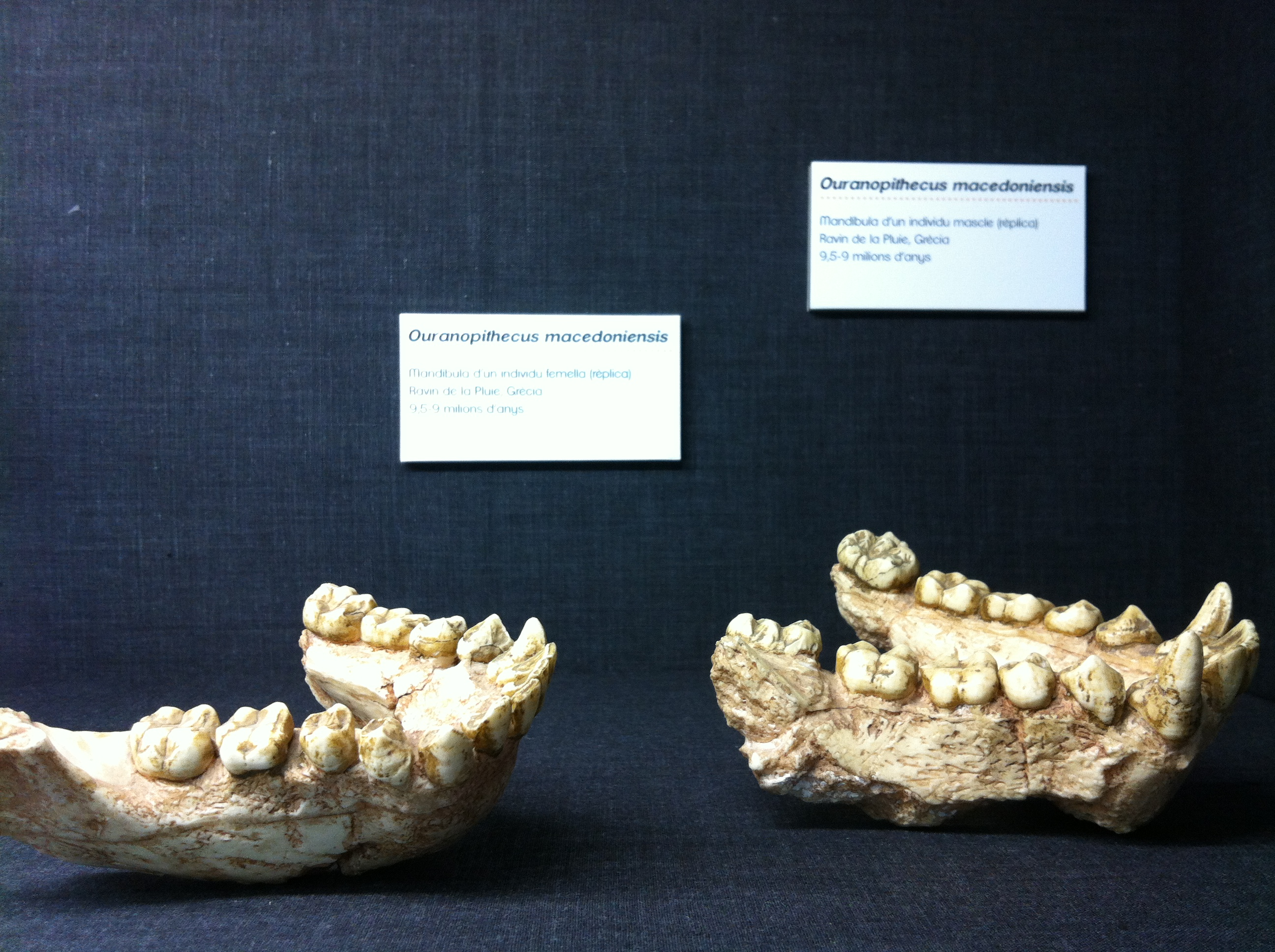
Unterkiefer von Ouranopithecus macedoniensis von der Fundstelle Ravin de la pluie: links weiblich, rechts männlich (Replikate)

Holotypus der Gattung und zugleich der Typusart, Ouranopithecus macedoniensis, ist ein 1973 entdeckter, gut erhaltener, fast vollständig bezahnter, jugendlicher Unterkiefer (Archivnummer RPl-54), der in Zentralmakedonien, im unteren Axios-Tal, ungefähr 25 Kilometer westlich von Thessaloniki und vier Kilometer östlich der Gemeinde Vathylakkos (Βαθύλακκος) an der Fundstelle Ravin de la pluie geborgen worden war. Dieses nordgriechische Fossil erklärten seine Entdecker in der Erstbeschreibung im Jahr 1974 allerdings noch zum Holotypus einer neuen Art der Gattung Dryopithecus, genannt Dryopithecus macedoniensis und grenzten ihn anhand diverser Merkmale insbesondere von Dryopithecus fontani ab; die Zuordnung aller miozänen Funde von Menschenartigen zu Dryopithecus – in Asien zu Ramapithecus – war seit 1965 üblich, wurde aber wenige Jahre nach der Entdeckung des nordgriechischen Fossils aufgegeben.
Nach der Entdeckung weiterer Unterkiefer und eines Oberkiefers (RPl-55, RPl-56; RPl-128) in Ravin de la pluie wurde 1977 die Namensgebung zugunsten von Ouranopithecus macedoniensis revidiert.

## Weitere Funde
Nach erneuten Funden von Kieferfragmenten und isolierten Zähnen bei Ravin de la pluie wurden auch an zwei weiteren Fundorten Fossilien entdeckt, die 1990 und 1993 ebenfalls Ouranopithecus macedoniensis zugeordnet wurden, darunter ein Gesichtsschädel von der benachbarten Fundstelle „Xirochori 1“ und Kieferfragmente aus Nikiti, 100 Kilometer östlich von Thessaloniki.

## Merkmale und Lebensraum
Überreste aus dem Bereich unterhalb des Schädels wurden bislang nicht entdeckt.
Anhand der fossilen Zähne und Kiefer-Fragmente wurde Ouranopithecus macedoniensis als großer Primat, vergleichbar mit den weiblichen Gorillas, beschrieben, der einen ausgeprägten Sexualdimorphismus hatte. Ein charakteristisches Merkmal seiner Bezahnung sind die relativ kleinen Eckzähne des Oberkiefers, die die benachbarten Schneide- und Backenzähne allenfalls geringfügig überragen. Ferner sind im Unterkiefer keine Zahnlücken (Diastemata) nachweisbar, an denen sich die langen oberen Eckzähne anderer Primatenarten durch stetigen Abrieb (so genanntes Honen) schärfen.
Die Zuordnung zur 1977 neu eingerichteten Gattung Ouranopithecus erfolgte vor allem in Abgrenzung von Dryopithecus sowie von Proconsul und Hispanopithecus; nahestehend seien hingegen die Gattungen Sivapithecus, Bodvapithecus, Ramapithecus und Gigantopithecus.
Der Lebensraum von Ouranopithecus macedoniensis wurde 2007 anhand von gleich alten Fossilien – vor allem aus der Gruppe der Rinderartigen und der Pferde – und unter Rückgriff auf frühere Publikationen zum Abrieb an den Zähnen von Ouranopithecus rekonstruiert.
Demnach handelte es sich um ein offenes Gras- und Buschland mit wenigen Bäumen, in dem sich die Individuen der Art von Wurzeln, Knollen und Gräsern ernährten, vergleichbar den heute in Äthiopien lebenden Mantelpavianen. Die vermutlich teilweise recht hartfaserige Nahrung wurde als mögliche Ursache für morphologische Ähnlichkeiten mit einigen Arten der Australopithecinen – speziell mit Paranthropus – in Erwägung gezogen.

## Belege
1. 1 2  George D. Koufos: Potential Hominoid Ancestors for Hominidae. In: Winfried Henke und Ian Tattersall, Handbook of Paleoanthropology, Vol. 3. Springer Verlag, Berlin Heidelberg 2007, S. 1365, ISBN 978-3-540-32474-4, doi:10.1007/978-3-540-33761-4_44.
2. ↑  Louis de Bonis, George D. Koufos: Phylogenetic Relationships of Ouranopithecus macedoniensis (Mammalia, Primates, Hominoidea) of the Late Miocene Deposits of Central Macedonia (Greece). In: Louis de Bonis et al. (Hrsg.): Hominoid Evolution and Climate Change in Europe, Vol. 2: Phylogeny of the Neogene Hominoid Primates of Eurasia. Cambridge, Cambridge University Press 2001, ISBN 0-521-66075-0, S. 254–268.
3. ↑  Erksin Savas Güleç, Ayla Sevim, Cesur Pehlevan und Ferhat Kaya: A new great ape from the late Miocene of Turkey. In: Anthropological Science. Band 115, Nr. 2, 2007, S. 153–158, doi:10.1537/ase.070501.
4. ↑  Louis de Bonis, Jean Melentis: Un nouveau genre de Primate hominoïde dans le Vallésien [Miocène supérieur] de Macédoine. In: Comptes Rendus de l’Académie des Sciences, Paris. Band 284, Nr. 15 [Série D], 1977, S. 1396, Anmerkung 6.
5. ↑  David W. Cameron: Hominid – Adaptations and Extinctions. University of New South Wales Press, Sydney 2004, S. 163, ISBN 0-86840-716-X.
6. ↑  Gustav Heinrich Ralph von Koenigswald: Ein Unterkiefer eines fossilen Hominoiden aus dem Unterpliozän Griechenlands. In: Proceedings of the Koninklijke Nederlandse Akademie van Wetenschappen, Series B. Band 75, 1972, S. 385–394.
7. 1 2  Tanya M. Smith et al.: An examination of dental development in Graecopithecus freybergi (= Ouranopithecus macedoniensis). In: Journal of Human Evolution. Band 46, Nr. 5, 2004, S. 551–577, doi:10.1016/j.jhevol.2004.01.006, Volltext (PDF; 2,4 MB). (Memento vom 14. Mai 2011 im Internet Archive)
8. ↑  Winfried Henke, Hartmut Rothe: Stammesgeschichte des Menschen. Eine Einführung. Springer Verlag, Berlin 1999, S. 57, ISBN 3-540-64831-3.
9. ↑  Weitere Namensvorschläge in der Fachliteratur für diese Fossilien lauteten: Graecopithecus macedoniensis und Sivapithecus macedoniensis.
10. ↑  Jochen Fuss, Nikolai Spassov, David R. Begun und Madelaine Böhme: Potential hominin affinities of Graecopithecus from the Late Miocene of Europe. In: PLoS ONE. Band 12, Nr. 5, 2017, e0177127, doi:10.1371/journal.pone.0177127.
11. ↑  George D. Koufosa und Louis de Bonis: The Late Miocene hominoids Ouranopithecus and Graecopithecus. Implications about their relationships and taxonomy. In: Annales de Paléontologie. Band 91, Nr. 3, 2005, S. 227–240, doi:10.1016/j.annpal.2005.05.001.
12. 1 2  David W. Cameron: The taxonomic status of Graecopithecus. In: Primates. Band 38, Nr. 3, 1997, S. 293–302, doi:10.1007/BF02381616.
13. ↑  Louis de Bonis, Geneviève Bouvrain, Denis Geraads und Jean Melentis: Première découverte d'un Primate hominoïde dans le Miocène supérieur de Macédoine (Grèce). In: Comptes Rendus de l'Académie des sciences Paris. Band 278, Série D, 1974, S. 3063–3066.
14. ↑  E. L. Simons, D. Pilbeam: Preliminary revisions oft the Dryopithecinae (Pongidae, Anthropoidea). In: Folia Primatologia. Band 3, 1965, S. 81–152.
15. 1 2  Louis de Bonis, Jean Melentis: Un nouveau genre de Primate hominoïde dans le Vallésien (Miocène supérieur) de Macédoine. In: Comptes Rendus de l’Académie des Sciences, Paris. Band 284, Nr. 15 (Série D), 1977, S. 1393–1396.
16. ↑  Louis de Bonis et al.: New hominid skull material from the late Miocene of Macedonia in Northern Greece. In: Nature. Band 345, 1990, S. 712–714, doi:10.1038/345712a0.
17. ↑  George D. Koufos: Mandible of Ouranopithecus macedoniensis (Hominidae, primates) from a new late Miocene locality of Macedonia (Greece). In: American Journal of Physical Anthropology. Band 91, Nr. 2, 1993, S. 225–234, doi:10.1002/ajpa.1330910208.
18. ↑  George D. Koufos: The first female maxilla of the hominoid Ouranopithecus macedoniensis from the late Miocene of Macedonia, Greece. In: Journal of Human Evolution. Band 29, Nr. 4, 1995, S. 385–389, doi:10.1006/jhev.1995.1064.
19. ↑  Gildas Merceron et al.: Dental microwear analysis of bovids from the Vallesian (late Miocene) of Axios Valley in Greece: reconstruction of the habitat of Ouranopithecus macedoniensis (Primates, Hominoidea). In: Geodiversitas. Band 29, Nr. 3, 2007, S. 421–433, Volltext (PDF; 2,2 MB).
20. ↑  Daniel DeMiguel, David M. Alba und Salvador Moyà i Solà: Dietary Specialization during the Evolution of Western Eurasian Hominoids and the Extinction of European Great Apes. In: PLoS ONE. 9(5): e97442, 2014, doi:10.1371/journal.pone.0097442.